# 巨大狗尾草
巨大狗尾草（学名：Setaria viridis sp. pycnocoma）为禾本科狗尾草属下的一个亚种。

## 扩展阅读
- 維基物種上的相關：巨大狗尾草